# زمان در آلبانی
زمان آلبانی زمان استاندارد در کشور آلبانی است. زمان این کشور با زمان اروپای مرکزی هماهنگ است. (CET، یوتی‌سی ۱:۰۰+) ساعت تابستانی در این کشور از آخرین یکشنبه ماه مارس (02:00 CET) تا آخرین یکشنبه اکتبر (03:00 CEST) برقرار می‌شود. آلبانی CET را در سال ۱۹۱۴ میلادی تصویب کرد.